# Psalidocyon
Psalidocyon es un género extinto monoespecífico de mamífero carnívoro perteneciente a la subfamilia Borophaginae que habitó en América del Norte desde finales del Mioceno Inferior hasta el Mioceno Medio viviendo durante desde hace 16—13 millones de años, existiendo por un periodo de 3 millones de años. Sus fósiles se han encontrado en Nuevo México y Nebraska.

## Morfología
Legendre y Roth examinaron dos especímenes fósiles para estimar su peso corporal. El primero de ellos se calculó en 6,53 kg de peso y el segundo en 6,31 kg.